# Топорков, Андрей Дмитриевич
Андрей Дмитриевич Топорков (12 июля 1916 — 25 августа 1972) — участник Великой Отечественной войны, командир отделения миномётной роты 3-го стрелкового батальона 231-го гвардейского стрелкового полка 75-й гвардейской стрелковой дивизии 30-го стрелкового корпуса 60-й армии Центрального фронта, гвардии сержант, Герой Советского Союза (1943).

## Биография
Родился 12 июля 1916 года в деревне Дубровка (ныне — Юрлинского района Пермского крайя). Окончил 7 классов школы, работал в колхозе, в 1937—1939 годах служил в Красной Армии на Дальнем Востоке.
Во время Великой Отечественной войны призван в армию в 1942 году. С марта 1943 года — командир отделения миномётной роты 3-го стрелкового батальона 231-го гвардейского стрелкового полка 75-й гвардейской стрелковой дивизии.
Участвовал в битве на Курской дуге. Был награждён медалью «За отвагу».
Особым героизмом гвардии сержант Топорков А. Д. отличился при форсировании реки Днепр севернее Киева, в боях при захвате и удержании плацдарма в районе сёл Глебовка и Ясногородка (Вышгородский район Киевской области) на правом берегу Днепра осенью 1943 года. В наградном листе командир полка гвардии подполковник Маковецкий Ф. Е. написал:

В боях на Киевском направлении с 25.9.43 года по 8.10.43 года проявил себя смелым, мужественным, отважным воином.
Форсировав р. Днепр и вступив в бой за расширение плацдарма на западном берегу у села Ясногородка, Топорков 3.10.43 г. по собственной инициативе выдвинул свой расчёт в боевые порядки пехоты и, когда противник сконцентрировал крупные силы и перешёл в контрнаступление, с фланга открыл интенсивный огонь по вражеской пехоте, уничтожая её перед нашим передним краем.
Обнаружив станковый пулемёт противника, который фланкирующим огнём прикрывал наступление на наш передний край, Топорков принял дерзкое решение — захватить пулемёт противника, прополз более 200 метров и когда немецкая пехота поднялась в атаку, Топорков бросился на пулемётный расчёт, уничтожил наводчика пулемёта, а второго номера захватил в плен. Топорков повернул захваченный пулемёт на густые ряды наступающей пехоты противника и открыл по ней уничтожающий огонь, а когда в рядах атакующих немецких солдат начали падать десятки гитлеровцев, уничтоженных огнём Топоркова, и произошло замешательство, наши подразделения с криком «Ура» бросились вперёд, уничтожая в штыковой схватке фашистскую пехоту, и далеко назад отбросили врага.

В этом бою Топорков из захваченного им вражеского пулемёта уничтожил до 150 немецких солдат и своим геройским поступком сорвал контрнаступление противника и содействовал успеху отражения врага. Захваченный Топорковым в плен немецкий пулемётчик дал ценные сведения о расположении и системе огня противника, что дало возможность в последующих боях нашим подразделениям развить успех.
Указом Президиума Верховного Совета СССР от 17 октября 1943 года за успешное форсирование реки Днепр севернее Киева, прочное закрепление плацдарма на западном берегу реки Днепр и проявленные при этом мужество и геройство гвардии сержанту Топоркову Андрею Дмитриевичу присвоено звание Героя Советского Союза с вручением ордена Ленина и медали «Золотая Звезда» .
После войны А. Д. Топорков демобилизовался. Жил в городе Майкоп, работал экспедитором в колхозе «Завет Ильича». Умер 25 августа 1972 года.

## Награды
- Медаль «Золотая Звезда» № 1571 Героя Советского Союза (17 октября 1943 года);
- орден Ленина;
- орден Отечественной войны 1-й степени;
- медали.

## Память
- В учебном центре Сухопутных войск Вооружённых сил Украины «Десна» установлен бюст Героя.
- Именем Героя названа улица в селе Юрла Пермского края.